# Monomma subaeneum
Monomma subaeneum es una especie de coleóptero de la familia Monommatidae.

## Distribución geográfica
Habita en Camerún.